# 河合彩
河合 彩（かわい あや、1975年4月4日 - ）は、日本の元フィギュアスケートアイスダンス選手、元日本テレビアナウンサー。現在タレント・フリーアナウンサー・フィギュアスケート競技解説者。1998年長野オリンピックアイスダンス日本代表。

## 経歴
東京都杉並区出身。松濤幼稚園に一時在籍。青山学院幼稚園、青山学院初等部、青山学院中等部・高等部、青山学院大学文学部教育学科卒業。
大学在学中に田中衆史とペアを組み、1998年長野オリンピックのフィギュアスケートアイスダンスの日本代表として出場し23位。1998年4月に現役引退。引退理由について、ブログではスケートを続ける資金がなくなったからとしている。
1999年、日本テレビ入社。同期には新谷保志、高橋雄一、山本真純。女子アナウンサーとしてスポーツ番組、ニュース番組に出演したが、2001年の人事異動でスポーツ部へ異動。2002年12月同社退社。2003年1月からカナダトロントへ留学。タンゴに出会いダンスを始める。
日本へ帰国後、ITベンチャー企業に就職。2009年10月ごろまで企業広報を担当。2010年3月にコンサルティング会社を設立し独立。2011年4月30日・5月1日にロシア・モスクワで開催される世界フィギュアスケート選手権のテレビ中継で解説者を務めることになった。当初は3月下旬に東京で開催する予定だったが、東北地方太平洋沖地震（東日本大震災）の影響で日程・開催国が変更となり、中継を担当するフジテレビから当初の人物の代役として急遽打診を受けた。また、前述の競技解説のほか、スケートインストラクター、フリーアナウンサー・タレントの活動も行うことになった。
2014年6月に乳がんが判明し、ステージⅡかⅢの初期と診断され、8月に全摘手術。その後知り合った料理人の一般男性と2015年3月に入籍した。この事は、2016年5月20日放送のTBS系「爆報！THEフライデー」でも特集された。その後、自身の乳がん経験をもとに、がん検診啓発の一環として講演や取材、イベント出演を積極的に行なっている。
2018年2月9日〜2月25日の平昌オリンピック冬季競技大会では、JC（ジャパンコンソーシアム）にて、フィギュアスケート・アイスダンス、ペア、団体の解説を務めた。

## 主な戦績
| 大会/年      | 1994-95 | 1995-96 | 1996-97 | 1997-98 |
| ------------ | ------- | ------- | ------- | ------- |
| オリンピック |         |         |         | 23      |
| 世界選手権   | 26      |         | 22      | 28      |
| 全日本選手権 | 2       | 2       | 1       | 1       |
| アジア大会   |         | 2       |         |         |
| NHK杯        | 9       | 8       | 10      | 10      |

## ラジオ出演
- Changeの瞬間 〜がんサバイバーストーリー〜（2023年3月5日・12日、朝日放送ラジオ）[2]